# Campionato asiatico e oceaniano maschile under 20 di pallavolo 2012
Il campionato asiatico e oceaniano maschile under 20 di pallavolo 2012 si è svolto dal 27 settembre al 5 ottobre 2012 a Urmia, in Iran. Al torneo hanno partecipato 13 squadre nazionali asiatiche e oceaniane. Il Giappone ha vinto il titolo per la terza volta, la seconda consecutiva.

## Impianti
|                                                          |                                                             |
| Ghadir Arena Città: Urmia Capienza: ? Anno d'apertura: ? | Ahangaran Arena Città: Urmia Capienza: ? Anno d'apertura: ? |

## Gironi
Le prime due classificate di ogni girone si qualificheranno alla seconda fase, le altre squadre parteciperanno agli incontri di classificazione dal 9º al 13º posto.

Il sorteggio aveva stabilito i seguenti gruppi:
| Girone A                    | Girone B                                  | Girone C                       | Girone D                      |
| --------------------------- | ----------------------------------------- | ------------------------------ | ----------------------------- |
| Iran Turkmenistan Australia | Giappone Thailandia Afghanistan Sri Lanka | India Taipei cinese Uzbekistan | Cina Corea del Sud Kazakistan |

## Incontri dal 9º al 13º posto

### Incontri di classificazione
|  | Semifinali 9º/12º posto | Semifinali 9º/12º posto | Semifinali 9º/12º posto |  |            | Finale 9º posto  | Finale 9º posto  | Finale 9º posto  |  |
|  |                         |                         |                         |  |            |                  |                  |                  |  |
|  | Turkmenistan            | Turkmenistan            | 0                       |  |            |                  |                  |                  |  |
|  | Turkmenistan            | Turkmenistan            | 0                       |  |            |                  |                  |                  |  |
|  | Kazakistan              | Kazakistan              | 3                       |  |            |                  |                  |                  |  |
|  | Kazakistan              | Kazakistan              | 3                       |  | Kazakistan | Kazakistan       | 3                |                  |  |
|  |                         |                         |                         |  | Kazakistan | Kazakistan       | 3                |                  |  |
|  |                         |                         | Sri Lanka               |  |            |                  |                  |                  |  |
|  | Sri Lanka               | Sri Lanka               | 3                       |  |            |                  |                  |                  |  |
|  | Sri Lanka               | Sri Lanka               | 3                       |  |            |                  |                  |                  |  |
|  | Uzbekistan              | Uzbekistan              | 2                       |  |            | Finale 11º posto | Finale 11º posto | Finale 11º posto |  |
|  | Uzbekistan              | Uzbekistan              | 2                       |  |            |                  |                  |                  |  |
|  |                         |                         |                         |  |            |                  |                  |                  |  |
|  |                         |                         |                         |  |            | Turkmenistan     | Turkmenistan     | 3                |  |
|  |                         |                         |                         |  |            | Turkmenistan     | Turkmenistan     | 3                |  |
|  |                         |                         |                         |  |            | Uzbekistan       | Uzbekistan       | 1                |  |

## Fase a eliminazione diretta
|  | Quarti di finale | Quarti di finale |           |       | Semifinali                | Semifinali                |  |  | Finale    | Finale |
|  |                  |                  |           |       |                           |                           |  |  |           |        |
|  | 3 ottobre        |                  |           |       |                           |                           |  |  |           |        |
|  |                  |                  |           |       |                           |                           |  |  |           |        |
|  | Iran             | 3                |           |       |                           |                           |  |  |           |        |
|  | Iran             | 3                | 4 ottobre |       |                           |                           |  |  |           |        |
|  | Thailandia       | 1                |           |       |                           |                           |  |  |           |        |
|  | Thailandia       | 1                | Iran      | 2     |                           |                           |  |  |           |        |
|  | 3 ottobre        |                  | Iran      | 2     |                           |                           |  |  |           |        |
|  |                  | Cina             | 3         |       |                           |                           |  |  |           |        |
|  | Cina             | Cina             | 3         | 3     |                           |                           |  |  |           |        |
|  | Cina             |                  | 5 ottobre | 3     |                           |                           |  |  |           |        |
|  | Taipei cinese    | 1                |           |       |                           |                           |  |  |           |        |
|  | Taipei cinese    | 1                | Cina      | 0     |                           |                           |  |  |           |        |
|  | 3 ottobre        |                  | Cina      | 0     |                           |                           |  |  |           |        |
|  |                  | Giappone         | 3         |       |                           |                           |  |  |           |        |
|  | Giappone         | Giappone         | 3         | 3     |                           |                           |  |  |           |        |
|  | Giappone         | 4 ottobre        |           | 3     |                           |                           |  |  |           |        |
|  | Australia        | 0                |           |       |                           |                           |  |  |           |        |
|  | Australia        | 0                | Giappone  | 3     | Finale per il terzo posto | Finale per il terzo posto |  |  |           |        |
|  | 3 ottobre        |                  | Giappone  | 3     | Finale per il terzo posto | Finale per il terzo posto |  |  |           |        |
|  |                  | India            | 2         |       |                           |                           |  |  |           |        |
|  | India            | India            | 2         | 3     | Iran                      | 3                         |  |  |           |        |
|  | India            |                  |           | 3     | Iran                      | 3                         |  |  |           |        |
|  | Corea del Sud    | 1                |           | India | 0                         |                           |  |  |           |        |
|  | Corea del Sud    | 1                |           |       | 0                         |                           |  |  |           |        |
|  |                  |                  |           |       |                           |                           |  |  | 5 ottobre |        |
|  |                  |                  |           |       |                           |                           |  |  |           |        |

## Incontri dal 5º all'8º posto
|  | Semifinali 5º/8º posto | Semifinali 5º/8º posto | Semifinali 5º/8º posto |               |               | Finale 5º posto | Finale 5º posto | Finale 5º posto |  |
|  |                        |                        |                        |               |               |                 |                 |                 |  |
|  | Thailandia             | Thailandia             | 1                      |               |               |                 |                 |                 |  |
|  | Thailandia             | Thailandia             | 1                      |               |               |                 |                 |                 |  |
|  | Taipei cinese          | Taipei cinese          | 3                      |               |               |                 |                 |                 |  |
|  | Taipei cinese          | Taipei cinese          | 3                      |               | Taipei cinese | Taipei cinese   | 0               |                 |  |
|  |                        |                        |                        |               | Taipei cinese | Taipei cinese   | 0               |                 |  |
|  |                        |                        | Corea del Sud          | Corea del Sud | 3             |                 |                 |                 |  |
|  | Australia              | Australia              | Corea del Sud          | Corea del Sud | 3             | 0               |                 |                 |  |
|  | Australia              | Australia              |                        |               |               | 0               |                 |                 |  |
|  | Corea del Sud          | Corea del Sud          | 3                      |               |               | Finale 7º posto | Finale 7º posto | Finale 7º posto |  |
|  | Corea del Sud          | Corea del Sud          | 3                      |               |               |                 |                 |                 |  |
|  |                        |                        |                        |               |               |                 |                 |                 |  |
|  |                        |                        |                        |               |               | Thailandia      | Thailandia      | 2               |  |
|  |                        |                        |                        |               |               | Thailandia      | Thailandia      | 2               |  |
|  |                        |                        |                        |               |               | Australia       | Australia       | 3               |  |

## Classifica finale
| Classifica | Squadre       | Qualificazione           |
| ---------- | ------------- | ------------------------ |
| Oro        | Giappone      | Campionato mondiale 2013 |
| Argento    | Cina          | Campionato mondiale 2013 |
| Bronzo     | Iran          | Campionato mondiale 2013 |
| 4          | India         | Campionato mondiale 2013 |
| 5          | Corea del Sud |                          |
| 6          | Taipei cinese |                          |
| 7          | Australia     |                          |
| 8          | Thailandia    |                          |
| 9          | Kazakistan    |                          |
| 10         | Sri Lanka     |                          |
| 11         | Turkmenistan  |                          |
| 12         | Uzbekistan    |                          |
| 13         | Afghanistan   |                          |